# 麒麟镇 (普宁市)
是中华人民共和国广东省揭阳市普宁市下辖的一个乡镇级行政单位。座落于凤尾山下，练江之边。

## 行政区划
麒麟镇下辖以下地区：
麒麟社区、发坑村、径水村、奇美村、南陇村、南陂村、水寨村、苍豪村、大寮村、后山村、蔡口村、高明村、樟岗村、月屿村、新溪村、姚厝围村、潮围村、江头村、堆下村和陈洞村。